# Forest (Circle)
Forest è un album in studio del gruppo musicale finlandese Circle, pubblicato nel 2004.

## Tracce
1. Havuportti – 12:40
2. Luikertelevat lahoavat – 9:11
3. Ydinaukio – 6:16
4. Jäljet – 17:52

## Formazione
- Jussi Lehtisalo
- Tomi Leppänen
- Mika Rättö
- Janne Westerlund